# Ares (DC Comics)
Ares (también llamado a veces como Marte o Guerra) es un supervillano ficticio que aparece en los cómics estadounidenses publicados por DC Comics. Basado en la figura mitológica griega del mismo nombre, es el dios griego de la guerra y un gran adversario de la superheroína Wonder Woman y la Liga de la Justicia.
El personaje ha aparecido en diversas formas de medios. Alfred Molina le prestó su voz en la película animada directa a video de 2009 Wonder Woman. Más tarde, Ares hizo su debut en vivo escondiéndose bajo el alias de Sir Patrick Morgan en la película Wonder Woman de 2017, ambientada en DC Extended Universe, donde fue interpretado por el actor inglés David Thewlis. Thewlis hace un pequeño cameo como Ares en una escena de flashback en la película Liga de la Justicia y en la nueva version de Zack Snyder.

## Historia de la publicación
Ares apareció por primera vez en Wonder Woman # 1, volumen 1, publicado en el verano de 1942 y escrito por el creador de la Mujer Maravilla William Moulton Marston. En el próximo número, reapareció bajo su nombre romano, Marte. Se conservaría este nombre hasta febrero de 1987, cuando el escritor/artista George Pérez restauró a Ares a su nombre griego como parte de su reinicio de la mitología de la Mujer Maravilla. A medida que la continuidad narrativa del cómic Wonder Woman fue aumentando también se fueron ajustando por diferentes autores a lo largo de los años, varias versiones de Marte/Ares, con diferentes personalidades y apariencias físicas, aunque la mayoría lo han representado llevando armaduras de gladiadores griegos o romanos. Una de las apariencias de más larga duración del personaje, diseñada por George Pérez, es la de un guerrero griego de ojos rojos vestido con armadura negra y añil de batalla, la cara oculta por un casco ático. Cuando la continuidad de DC se reinicia de nuevo en 2011 durante Flashpoint (Evento conocido como Los Nuevos 52), se adopta una nueva versión del personaje, ideada por el escritor Brian Azzarello y artista de Cliff Chiang. Lo presenta como un mentor para la Mujer Maravilla. En un inicio marcado por encarnaciones anteriores, esta versión de los Nuevos 52 originalmente tenía la apariencia de un hombre mayor, usando un traje masculino desaliñado del siglo XX, con una larga barba blanca y ojos de tono negro, con los pies descalzos manchados de sangre. En apariciones posteriores, esta versión se transformará en un, físicamente más formidable, guerrero con una figura más joven. Se refiere una vez más como Ares,y lo representan como un soldado griego descomunal empuñando un hacha de combate, con una barba larga roja, capa de piel y un casco frigio coronado con cuernos de carnero.

## Biografía del personaje

### Precrisis
Durante la mayor parte de la Edad de oro, Edad de plata y Edad del Bronce, Ares se llamó Marte y fue uno de los enemigos más recurrentes de la Mujer Maravilla. Fue representado como un guerrero greco-romano de armadura naranja.
Ares, que finalmente se conoció como Marte, trató de realizar su visión de la guerra eterna y el conflicto en el mundo del hombre. Fue principalmente opuesto por Afrodita, diosa del amor, quien buscaba realizar la visión contraria de la civilización amorosa. Mientras tanto, los hombres que adoraban a Ares se mataron unos a otros y mataban a sus hermanos más débiles, vendieron a mujeres más baratas que al ganado. Cuando Ares se burló de Afrodita con el éxito de sus planes, Afrodita moldeó de arcilla y dio vida a una nueva raza de mujeres, las Amazonas, que construyeron una ciudad-estado llamada Amazonia (Temiscira) en la cual crearon Una civilización centrada en las mujeres para difundir el evangelio del Camino de Afrodita. Fueron más fuertes que los hombres de Ares. A Hippolyta se le concedió un cinturón de oro que la hizo invencible
Marte finalmente creó una base en el planeta marte, con su población superpoderosa esclavizada para servirlo a él ya sus principales diputados, El Duque del Engaño, Lord Conquest y el Conde de la codicia. Utilizó el planeta como un cuartel general interplanetario, complementando a la población marciana esclavizada con los espíritus de los muertos que recogió de las zonas de guerra en múltiples planetas, incluyendo Saturno y la Tierra. Los espíritus esclavos se encarnaron tras ser trasladados al planeta Marte, donde fueron sometidos a pruebas de resistencia para determinar como se utilizarían mejor, ya sea como gladiadores en los juegos de esclavos, esclavos personales o en las de Guerra , Uno de los cuales incluía la Lie Factory dirigida por el duque de Decepción. Los más fuertes serían entrenados y recibirían nuevos cuerpos para ser enviados a las guerras futuras en la tierra. También estableció la Corte de Injusticia para humillar a los esclavos y para castigarlos. La base de la Tierra de Marte estaba bajo el Monte Olimpo y dirigida por Lord Conquest.
De esta base, trató de derrotar a la causa Aliada en la Segunda Guerra Mundial, enviando pensamientos de conquista, engaño y avaricia a los líderes del Eje con el uso de la proyección astral, pero se encontró repetidamente frustrado por la Mujer Maravilla. Cuando Mujer Maravilla rescató a Steve Trevor de Marte, el Dios de la Guerra ordenó a sus tres tenientes que la capturaran. El Conde fue enviado y alistó la ayuda alemana. El Duque del Engaño ganó ayuda japonesa y capturó a la Mujer Maravilla, pero fracasó cuando escapó antes de abandonar la Tierra y fue encarcelado. El conde consiguió luego ayuda italiana y por la trampa tuvo éxito encadenando a la mujer maravilla y Steve Trevor y llevándolos a Marte. El Duque y el Conde fueron liberados mientras que la Mujer Maravilla fue encarcelada en las mazmorras. Sin embargo, con la ayuda de la forma de espíritu de Etta Candy, Wonder Woman fue capaz de escapar
Marte se enredó repetidamente con la Mujer Maravilla en Tierra-1 y Tierra Dos. Durante un período en que Diana abandonó sus poderes para vivir entre el mundo de los hombres así como las amazonas se retiraron temporalmente a otra dimensión, Marte (que se hace llamar Ares esta vez) y sus hijos Phobos, Deimos y Eris lucharon contra las Amazonas para obtener de Hippolyta el secreto A la dominación de todas las dimensiones existentes. Más tarde, se alistó su descendiente Helen Alexandros para convertirse en el Cisne de plata.
Su esquema final antes de la batalla de la batalla Crisis on Infinite Earths que cambio toda la Historia era aliarse con Hades y el Antimonitorpara someter a los Dioses del Olimpo. A medida que la Mujer Maravilla lo llama para la batalla final, Steve Trevor liberó a los dioses y la esposa de Hades Kore quien hablo a su esposo con un mensaje de amor, dejando a Marte aislado.

### Crisis infinita
A pesar de ser hijo de Zeus, Ares nunca encajó con los otros dioses del Olimpo y creó su propio reino, el Areópago. Afrodita, la patrona de las Amazonas, juró que sus mujeres salvarían al mundo con amor del odio y la guerra de Ares, lo que significa que se opuso a su creación. Recientemente, a través de su engaño y manipulaciones, Ares depuso a Hades y se convirtió en gobernante del inframundo.
Ares hizo todo lo posible para destruir a las amazonas, usando a Hércules, que saqueó la isla, pero Diana (Mujer Maravilla) nació y se crio justo a tiempo para luchar contra Ares, El avión de Steve Trevor, conducido por una de las marionetas humanas de Ares, se estrelló contra la Isla paradisíaca. Su intento era hacer disparar los misiles entre los Estados Unidos y Rusia al mismo tiempo, provocando la Primera Guerra Mundial, pero Diana logró hacerle ver, atrapándolo en su lazo mágico, cómo Este coas conduciría a su propia desaparición, con Ares sin nadie que lo adorare. Luego le encarga "salvar a la humanidad de ellos mismos", prometiendo volver si falla, esencialmente actuando como una prueba continua de su éxito.
Aunque Ares abandonó sus planes en ese tiempo, consiguió poseer un criminal sin importancia, Ari Buchanan. Poseyendo su cuerpo, por lo que cambió su nombre por Ares Buchanan. Comenzó a subir la escalera empresarial proporcionando armas de alta tecnología para la guerra. Como Buchanan, él tenía una relación con su abogada Donna Milton (Quien era Circe disfrazada, aunque ni siquiera ella sabía que se trataba de ares), concibieron una hija llamada Lyta Milton. Lyta se ha demostrado poseer una gran cantidad de magia, que todavía sigue practicando. Sin embargo, Ares no le importaba mucho Donna, disparándole mientras estaba embarazada. Circe, como Donna, más tarde trató de ayudar a Diana fuera con una trampa que puso. Utilizó la última de sus fuerzas para disparar una pistola, que produjo una especie de mini-agujero negro y absorbió a Ares en él. Ella, Diana, y la niña sobrevivieron.
A diferencia de los tiempos antiguos, se demostró que el papel de varios dioses había cambiado algo de acuerdo con las prácticas y creencias modernas. Debido a esto, el poder real basado en la fe que el padre de Ares Zeus recibió resultó ser muy disminuido. Por otro lado, otros dioses como Atenea, Afrodita y Ares comenzaron a ganar más poder debido a la aparición de la era de la computadora, el amor nunca disminuyendo y el conflicto permaneciendo constante. Así, los tres hermanos piadosos finalmente asumieron el Olimpo como nuevos amos de la casa piadosa.
Al darse cuenta de que el conflicto demostró mantener su fuerza sobre la salida de la guerra, Ares cambió su título al "Dios del Conflicto". Para celebrar este cambio cambió su apariencia a un rostro más accesible. Su gobierno bajo este nombre demostró ser de corta duración, aunque como el dios Hades (DC Comics) Hades también fue derrocado y Ares estaba demasiado ansioso por tomar el manto de Dios de los Muertos.

### Familia reunificada
Al darse cuenta de que una encrucijada para los dioses del Olimpo estaba a la mano, Ares confió en su media hermana Cassie Sandsmark una futura guerra. A cambio de poderes adicionales, el único deseo que pidió a cambio fue su amor. Luego viajó a Temiscira y secuestró a su hija Lyta que estaba bajo la protección de Amazonas. Descubriendo este hecho, Circe se enfrentó a Ares y se sorprendió al conocer su nuevo y piadoso título. Ella aceptó permanecer como su consorte y criar a su hija Lyta en el Inframundo.
Durante la unión familiar de Ares con Cassie, la bendijo con un poderoso lazo capaz de expulsar el relámpago de Zeus en tiempos de ira para que ella lo usara en su persona como Wonder Girl. Ares se le ha aparecido a Cassie repetidamente para advertirle acerca de la "Próxima Guerra". En una historia de Los Jóvenes Titanes, estos son lanzados diez años en el futuro, donde Cassie había heredado el manto de la Mujer Maravilla después de la muerte de Diana. También fue referida como "campeona de Ares".
Ares más tarde le apareció a Cassie informándole que los dioses estaban dejando este plano y Zeus estaba tomando el poder que le había concedido Cassie también. Le ofreció algo de su poder, diciendo que sería "más poderosa de lo que ella nunca a estado". La extensión total de los poderes de Cassie no se ha revelado, aunque hay alguna indicación que ella ha conservado todas sus energías anteriores en este punto.
Durante los acontecimientos del "Ataque de las Amazonas!" se descubre que Ares dejó a Circe y secuestró a su hija para criarla por su cuenta. Como él y Lyta solo se hablan durante el argumento, su presencia todavía es desconocida.
Cassie se enfrenta al hijo de Ares, Lord Lycus, a quien Ares ha enviado para interferir con los poderes de Cassie.

### Muerte
Ares robó el cadáver de la Mujer Maravilla y lo trajo de vuelta al presente. Él entonces manipuló a varios villanos para utilizar el cuerpo para crear a su novia y principal agente Genocido
. Luego impregnó a esta nueva criatura con su propio dominio mágico, haciendo que la persona sea más mortal, pero también completamente obediente a él. Los planes de Ares de destruir a la Mujer Maravilla actual salieron mal cuando Diana logró destruir al Genocidio, dejando el cadáver del monstruo para ahogarse en el océano. Enojado, Ares ordenó a un hijo de Poseidón hacer que un enjambre de criaturas marinas mortales atacaran a Themyscira y a la nueva nación isleña de Thalarion. Durante esta batalla Diana dedujo que Ares era el gran manipulador y lo confrontó. No permitiendo a Ares mucho tiempo para regodearse en su última obra maestra de la guerra, Diana tomó un hacha de batalla y lo usó para golpear la cabeza de Ares, dividiendo su casco en dos.

#### Después de la muerte
A pesar de estar alejado del mundo mortal, Ares todavía está manipulando los acontecimientos para destruir a las Amazonas. Su siguiente trama implica el nacimiento de cinco niños varones a través de cinco Amazonas al azar. Una vez que nacen, los toma bajo su ala antes de que Ares sea expulsado de Themyscira tanto en cuerpo como en espíritu por su padre Zeus.

### Los Nuevos 52
A diferencia del anterior diseño de personajes, la versión de Ares se parece mucho al escritor de la serie Brian Azzarello, originalmente pensado por el artista Cliff Chiang. Mientras el equipo preparaba la serie, Azzarello solicitó "un viejo cansado" para el diseño inicial de Ares. Chiang respondió con un bosquejo de la propia mirada de Azzarello como una broma, a la cual Azzarello habría respondido, "Cool". Aparte de los ojos ahuecados y las piernas ensangrentadas, Ares se caracteriza por la propia cabeza calva de Azzarello, su barba larga y su delgada apariencia.
En la continuidad de los Nuevos 52, Ares se conoce comúnmente como Guerra. Su primera aparición en esta nueva continuidad fue en Wonder Woman #4, donde es representado como un hombre de edad avanzada calvo con una barba blanca. Debido a la revelación de que Diana es la hija semidiós de Zeus, su nueva dinámica es la de hermano y hermana. Las pantorrillas y los pies de la guerra están permanentemente manchados de sangre. Aparece en un bar en Darfur, donde su hermano Apolo intenta convencerlo de que lo acompañe en su búsqueda para tomar las riendas del Olimpo. Su actitud también parece ser más pesimista y despreocupada.
Se revela como el exmentor de Diana en Wonder Woman #0, un número independiente publicado en septiembre de 2012. Él toma a Diana bajo su tutela debido a su enorme potencial en combate y le enseña los caminos del guerrero. Su relación es como una relación padre-hija. Sin embargo, ellos se separan cuando Diana es encargada por Ares de matar al Minotauro, pero no es capaz de matarlo. Esta demostración de la misericordia la hace un fracaso en los ojos de Ares.
Con el tiempo, Diana aprende que puede confiar en Ares para proteger a su hermano menor, al niño Zeke y a su madre Zola. Junto con su hermano británico Lennox, Hera y el miembro de los Nuevos Dioses, Orión forman una unidad familiar disfuncional que busca proteger al bebé del primogénito, su hermano mayor que había sido encarcelado por Zeus. En Wonder Woman #23, el grupo de Wonder Woman se enfrenta al primogénito en Londres, donde Ares levanta un ejército de soldados y pelea contra el después de que Wonder Woman esté temporalmente incapacitada. El primogénito logra dominar a Ares y se prepara para matarlo para usurpar su posición de Dios de la guerra. Aprovechando su oportunidad, Wonder Woman conduce con tristeza una lanza a través de ambos, ya que es la única manera de detenerlo. En su último aliento, Ares perdona y elogia a su exalumna, afirmando que hizo lo que él habría hecho. Hades se manifiesta para tomar a Ares a su vida futura, y anuncia que la Mujer Maravilla ha asumido su posición como Dios de la Guerra.

### Dc: Renacimiento
En el lanzamiento del renacimiento de DC, el origen de la mujer de la maravilla se vuelve a contar en la historia del "año uno". Un grupo de personas llamado el grupo de "Sears" aterroriza un centro comercial donde Diana y sus amigos están explorando. Han sido infectados con un virus que los hace azotar en rabia homicida, aunque Diana y Steve Trevor son capaces de derrotarlos y Barbara Ann Minerva descubre 'sears' es un anagrama de Ares. El dios de la guerra ataca poco después de este descubrimiento. Él revela su deseo de difundir el virus en todo el mundo en lugares importantes con la esperanza de convertir a la mayoría de la población humana en asesinos en guerra para alimentar su poder. Diana le ofrece la ubicación de Themyscira, aunque Ares descubre que no tiene memoria de su ubicación: como un sacrificio de salir de la isla, Diana se le prohibió volver. Aceptando su nuevo papel para salvar a la humanidad, Diana, con la ayuda de los patrones en forma animal, sometió a Ares con el Lazo de la Verdad. Diana y sus amigos reciben los lugares donde Ares tiene el virus enviado y Diana es bautizada como Mujer Maravilla por su heroísmo.

## Poderes y habilidades
Al igual que todos los inmortales Dioses Olímpicos, Ares posee una tremenda fuerza, a pesar de que ahora es quizás el más fuerte de ellos, solo comparable a Hércules. Por otra parte, es un maestro de los conflictos y la estrategia con siglos de experiencia en el campo. También posee una velocidad sobrehumana y agilidad sobrehumana igual a la de Hermes, una vez que absorbe grandes cantidades de las energías psíquicas que le dan sus poderes. Perteneciente a su ser un dios de la guerra, la violencia, la ira, el odio, la muerte y el derramamiento de sangre lo hacen más fuerte y cura cualquier herida que pueda recibir ya que su alma es capaz de absorber la energía psíquica creada por los acontecimientos del desastre. Su armadura es prácticamente indestructible y sus armas son mayores que los mortales. Puede cambiar de forma su ser, en cualquier forma que él desea y puede teletransportarse a sí mismo y a otros más. En un momento, él también fue reconocido como el dios de la muerte del panteón griego, ya que tiene autoridad sobre los muertos y capaz de resucitar y comandar un ejército de no-muertos del inframundo para hacer su voluntad, y después, los envía de nuevo cada vez que deseaba. Al ser un dios, él también es inmortal y no puede ser dañado por las armas mortales, únicamente por magia.
En la continuidad de los Nuevos 52, la mera presencia del personaje invoca batalla y masacre en su entorno. Esto se ve en la Mujer Maravilla # 4, donde Ares está sentado en un bar de Darfur; todos los hombres están muertos y el interior de un disturbio está saliendo fuera de la negociación hasta los niños están tomando parte en el tiroteo. En Wonder Woman # 9, Ares está presente en un café de Damasco, donde una explosión fatal se lleva a cabo.

## Otras versiones

### Cómics sensación: Atracción de la Mujer Maravilla
Ares aparece en dos historias diferentes en esta serie de antología con la Mujer Maravilla. La primera, "Corazones de hierro," La mujer maravilla es atacado por un dragón que se revela más adelante para haber sido un peón de Ares. La segunda historia, "Vendetta", Ares emboscadas de la Mujer Maravilla en una ciudad pequeña, de África. Llama a su Spartoi, soldados de reptil, para ayudar en la batalla, pero él está inevitablemente derrotado por la Mujer Maravilla.

### La leyenda de la Mujer Maravilla
Aunque no aparece directamente, sin perjuicio de Ares, el duque de engaño, es un sirviente de Ares y Hades. La amazona Antíope también es representado como suma sacerdotisa de Ares.

## Apariciones en otros medios

### Televisión
- Ares apareció en el episodio "Halcón y Alondra" de la serie animada Liga de la Justicia Ilimitada con la voz de Michael York. Ares le pide a Hefesto una armadura que sea alimentada por la violencia y la lucha, por lo que Hefesto fabrica el "Aniquilador". Ares Lo usa para incentivar un conflicto entre el Norte y Sur de Kasnia, con la esperanza de desestabilizar toda la región y crear más conflicto. Mujer Maravilla junto con Halcón y Alondra intervienen, obligando a Ares a dar marcha atrás después de que estos descubrieran la debilidad del Aniquilador. El traje es confiscado luego por la Liga de la Justicia. Él apareció con el nombre de Tom Sera en el episodio (que deletreado al revés es Ares).
- Ares aparece en la serie web, DC Super Hero Girls, con la voz de Fred Tatasciore.

### Cine

#### Acción en vivo
David Thewlis interpreta a Ares en el universo extendido de DC (DCEU).
- Ares es el antagonista principal de la película de acción real del 2017 Mujer Maravilla, cuarta entrega de DCEU.[14][15][16] Como el dios de la guerra, se lo representa como el hijo traidor de Zeus y el medio hermano de Diana / Wonder Woman. Después de que Ares corrompiera a la humanidad y matara a todos sus compañeros dioses, Zeus usó lo último de sus fuerzas para derribar a Ares desde el Olimpo y dejó a las amazonas una espada "Godkiller" capaz de matar a Ares en caso de que alguna vez regresara. Atrapado en la Tierra, Ares pasó siglos orquestando guerras y conflictos para mantener su poder. Durante la Primera Guerra Mundial, se disfraza de un Gabinete de Guerra Imperial, como el orador "Sir Patrick Morgan", quién manipula a ambos lados para que entren en conflicto.[17] Después de revelarse a Diana, Ares destruye la espada y le informa que ella es la verdadera "Godkiller" que Zeus dejó atrás, antes de intentar convencerla de que los humanos no son dignos de su protección y deberían ser destruidos para crear el paraíso en la Tierra. Habiendo concluido que el amor, no la violencia, es la única forma de prevenir el conflicto, Diana usa sus poderes como el último hijo de Zeus para luchar y finalmente destruye a Ares.
- Ares aparece en la película Liga de la Justicia de 2017, la quinta entrega de la DCEU. Aparece durante un flashback de la batalla entre las fuerzas de Steppenwolf y un ejército unificado de los dioses olímpicos, amazonas, atlantes, linternas verdes y la humanidad. El doble de acción Nick McKinless hizo el papel físico, con la cara de Thewlis superimpuesta sobre la suya.[18]
- Aparece en la nueva versión del 2017, el Snydercut del 2021. Nuevamente en un flashback de Wonder Woman, pero esta vez enfrentándose junto a los dioses griegos a Uxas derrotándolo y dejándolo gravemente herido.

#### Animado
- Ares se presenta como el principal antagonista de la película animada del 2009 La Mujer Maravilla, con la voz del actor Alfred Molina. Él es ligeramente diferente en esta encarnación en la que tiene el pelo largo plateado, a pesar de que lleva una variación de su armadura clásica al principio de la película.

### Videojuegos
- Ares aparece como un personaje jugable en la Injustice: Dioses entre nosotros, con la voz de J. G. Hertzler. Al principio del juego, Ares es visto luchando contra la liga de la justicia junto a los villanos que aparecen reunidos por Lex Luthor hasta que fue derrotado por Superman y acorralado por la Mujer Maravilla y Aquaman.
- Ares aparece en DC Universe Online.
- En Scribblenauts Unmasked: A DC Comics Adventure, la versión de los nuevos 52, Ares es uno de los miles de caracteres que pueden ser convocados por el jugador.

### Juguetes
- DC Direct lanzó una figura de acción Ares en 2001 como parte de su Amazonas y adversarios línea de figuras de acción de la Mujer Maravilla. Mattel lanzó una figura de acción de Ares en 2008 como parte de su universo DC Classics línea de juguetes. Ares es también parte de la línea de figuras de acción para la próxima película, la Mujer Maravilla.